# Sarifer
Sarifer is een kevergeslacht uit de familie van de boktorren (Cerambycidae). De wetenschappelijke naam van het geslacht werd voor het eerst geldig gepubliceerd in 1871 door Kirsch.

## Soorten
Sarifer omvat de volgende soorten:
- Sarifer flavirameus Kirsch, 1871
- Sarifer seabrai Fragoso & Monné, 1982